# Desmeknoppar
Desmeknoppar (Adoxa) är ett släkte av tvåhjärtbladiga blomväxter som ingår i familjen desmeknoppsväxter. Det vetenskapliga släktnamnet är bildat av det grekiska ordet adoxos (inte iögonenfallande).
Arterna är fleråriga örter som sällan blir högre än 10 cm. Bladen har på ovansidan en blek grönaktig färg och deras undersida är glänsande. Blommorna har gulgröna kronblad och sitter på stjälkens topp. Efter mognaden bildas torra stenfrukter. Enligt olika uppgifter sker fröspridningen genom fåglar eller sniglar.
Arter enligt Catalogue of Life:
- desmeknopp (Adoxa moschatellina)
- Adoxa omeiensis, hittas i bergstrakter i den kinesiska provinsen Sichuan[3]

Enligt andra källor finns minst ytterligare en art:
- Adoxa xizangensis, lever i bergstrakter i provinserna Sichuan, Yunnan och Tibet

## Bildgalleri

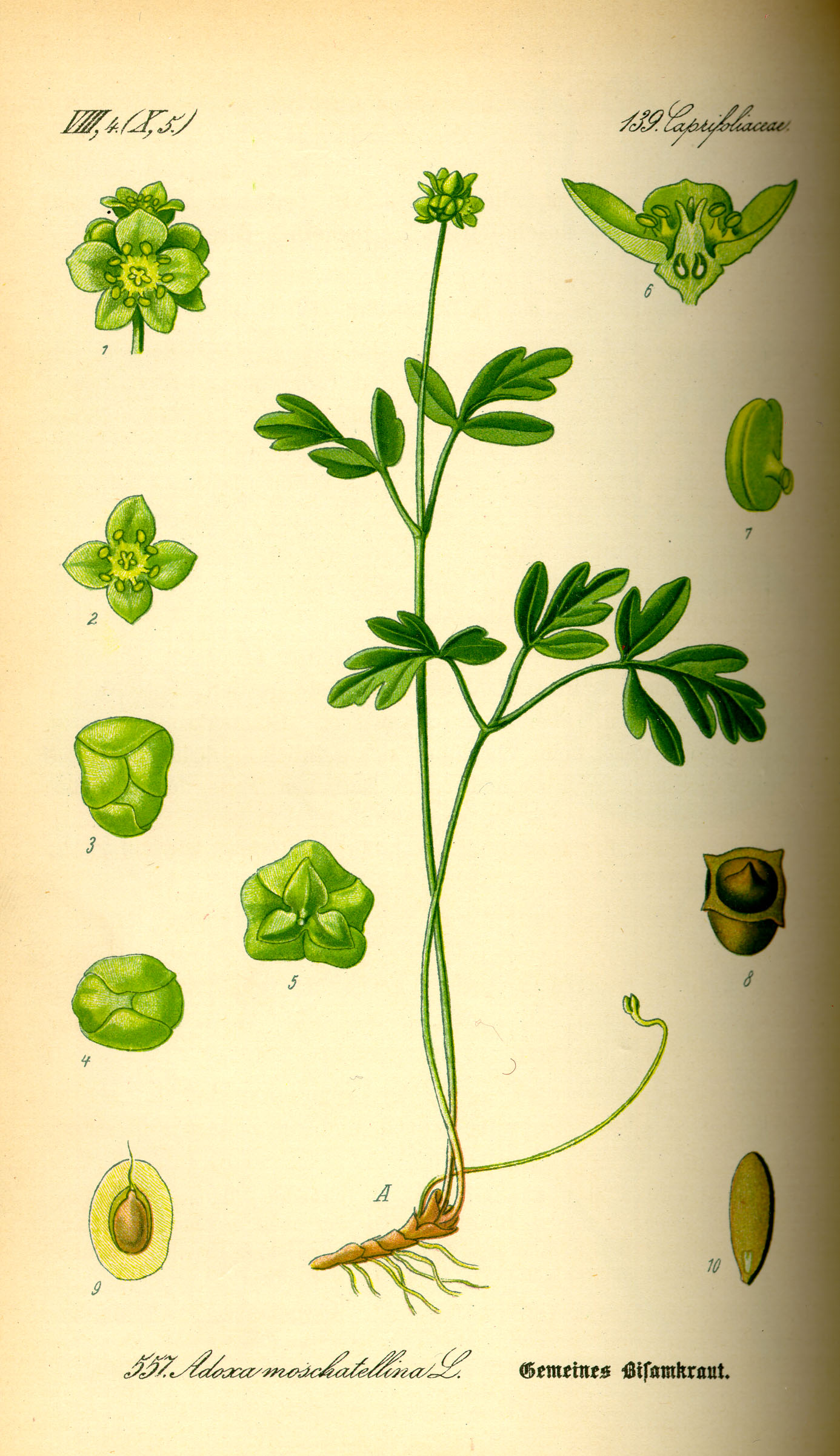
desmeknopp